# José María Ruiz Mateos
José María Ruiz Mateos Jiménez de Tejada (* 11. April 1931 in Rota; † 7. September 2015 bei Cádiz) war ein spanischer Unternehmer. Während der Amtszeit Felipe González’ wurde sein Firmenkonsortium Rumasa 1983 durch die spanische Regierung verstaatlicht. Seitdem hatte Ruiz Mateos mehrere Klagen geführt, um die Enteignung anzufechten.

## Leben
Ruiz Mateos studierte an der Escuela de Comercio de Jerez. Er begann seine unternehmerische Laufbahn sehr jung als Weinexporteur nach Großbritannien. Gemeinsam mit seinen Brüdern gründete er die Holding Rumasa. Zum Zeitpunkt der Enteignung 1983 bestand die Gruppe aus 700 Unternehmen, hatte ca. 65.000 Angestellte und einen jährlichen Umsatz von 350 Milliarden Peseten: 18 Banken, Kaufhäuser, Hotellerie, Getränkehersteller, Agrarunternehmen und Spaniens Unternehmen für Luxusgüter Loewe. Die Regierung begründete die Enteignung mit der Gefahr eines Zusammenbruchs der Unternehmensgruppe durch den ständigen unkontrollierbaren Zukauf von weiteren Unternehmen und die davon ausgehende Gefahr für die Gesamtwirtschaft Spaniens.
Ruiz Mateos floh 1983 nach London und von dort nach Frankfurt am Main, wurde aber 1985 von der Bundesrepublik Deutschland an Spanien ausgeliefert, wo er wegen Devisenvergehen, Betrugs und Unterschlagung angeklagt wurde.
Nach der Entlassung aus dem Gefängnis gründete er seine eigene Partei namens Partido del Trabajo y Empleo–Agrupación Ruiz-Mateos, mit der er 1989 in das Europa-Parlament gewählt wurde.
Es gab weiterhin verschiedene Gerichtsverfahren gegen Ruiz Mateos. 1995 verurteilte ihn die Audiencia Provincial de Madrid wegen „Verschleierung von Vermögenswerten“ zu 3 Jahren Gefängnis.
Ruiz Mateos gründete in dem Euro-Boom eine neue Holding, die Nueva Rumasa, die bei der Finanzkrise im Jahr 2008 ins Schlingern geriet. Am 17. Februar 2011 wurden die zehn größten Unternehmen der Nueva Rumasa Gruppe für zahlungsunfähig erklärt. Im Jahr 2012 lief eine weitere Anklage gegen Ruiz Mateos. Ihm wurde vorgeworfen, Geld aus Nueva Rumasa abgezogen zu haben, um auf diese Weise den „hohen Lebensstandard“ seiner Familie zu finanzieren. In seinen letzten Lebenswochen wurde er zum Sterben aus dem Gefängnis entlassen. Zwei seiner Söhne konnte wegen ihrer Gefängnishaft nicht an der Beerdigung teilnehmen.
Ruiz Mateos war Mitglied bei Opus Dei.

## Familiäres
Ruiz Mateos war Vater von 13 Kindern.